# Halmopota
Halmopota is een vliegengeslacht uit de familie van de oevervliegen (Ephydridae).

## Soorten
- H. insignis (Becker, 1926)
- H. mediterraneus Loew, 1860
- H. salinarius (Bouché, 1834)
- H. septentrionalis Canzoneri & Meneghini, 1974